# Värmlandsbanan
Värmlandsbanan, tidligere kaldet Nordvästra stambanan (dansk: Nordvestlige hovedbane), er en jernbanestrækning i Sverige, der løber mellem Laxå i Närke og grænsen mellem Sverige og Norge, vest for byen Eda glasbruk i Värmland. Banen fortsætter til Oslo via Kongsvinger og hedder i Norge Kongsvingerbanen.
I Laxå er Värmlandsbanan forbundet med Västra stambanan. Der er jernbanestationer i følgende byer, fra øst til vest: Degerfors, Kristinehamn, Karlstad, Kil, Högboda, Edane, Arvika og Charlottenberg. I Högboda og Edane, samt ved et antal mindre trinbrætter, standser kun lokaltog.
Pr. 2007 kører der dagligt tre lokomotivtrukne tog mellem Stockholm og Oslo i hver retning. Der er ti daglige tog mellem Stockholm og Karlstad, (tre X 2000 og resten lokaltog) samt länstog mellem Karlstad og Charlottenberg. På strækningen Karlstad-Kil kører der flere tog, som skal videre ud på andre baner. 
Rejsetiden mellem Stockholm og Karlstad er 2½ time med X 2000 og 3 timer med lokaltog. Strækningen Oslo-Karlstad tager 3 timer.

## Historie
Anlægget af jernbanen mellem Laxå og den norske grænse, den gang kaldet Nordvästra stambanan, blev påbegyndt i 1866 og stod færdigt i 1871. Banen var tænkt som en forbindelse mellem Stockholm i Sverige og Oslo i Norge, som den gang var i union med hinanden. Norge havde allerede i 1865 anlagt banen fra grænsen til Oslo. Nordvästra stambana blev elektrificeret i 1937. I 1962 blev der anlagt et trekantspor ved Laxå, hvilket gjorde at togene Stockholm-Karlstad(-Oslo) ikke længere passerede byen. I 1990 ændrede Banverket jernbanens navn til det nuværende.